# Programma Nazionale di Ricerche in Antartide
Il Programma Nazionale di Ricerche in Antartide (PNRA) è un programma nazionale antartico italiano che ha il fine di sviluppare e supportare la ricerca scientifica e di contribuire alla governance e alla protezione del territorio dell'Antartide,  nello spirito del Trattato antartico.

## Storia
Il PNRA è diretto dal Ministero dell'università e della ricerca (MUR) attraverso due diversi organismi: il Consiglio Nazionale delle Ricerche (CNR) per il coordinamento scientifico e dall'ENEA per l'implementazione delle spedizioni, la logistica e il mantenimento delle due spedizioni antartiche e dall'Istituto Nazionale di Oceanografia e Geofisica (OGS) per le attività in nave.
L'Italia iniziò il suo programma di ricerche in Antartide nel 1985 con la formazione del Programma Nazionale di Ricerche in Antartide (PNRA) e del Commissione Scientifica Nazionale per l'Antartide (CSNA).

## Stazioni di ricerca
L'Italia mantiene due stazioni permanenti di ricerca in Antartide. La prima, costruita nel 1986, è la Stazione Mario Zucchelli a Baia Terra Nova. Nel 1993, l'Italia e la Francia si accordarono per costruire una stazione comune a Dome C, denominata Concordia, inaugurata nel 1997 e operativa dal 2005 come stazione annuale, capace di ospitare 15 persone in inverno e 60 in estate. Per i collegamenti con i campi di ricerca antartici, ogni anno la PNRA noleggia aerei, elicotteri e una nave cargo e da ricerca.

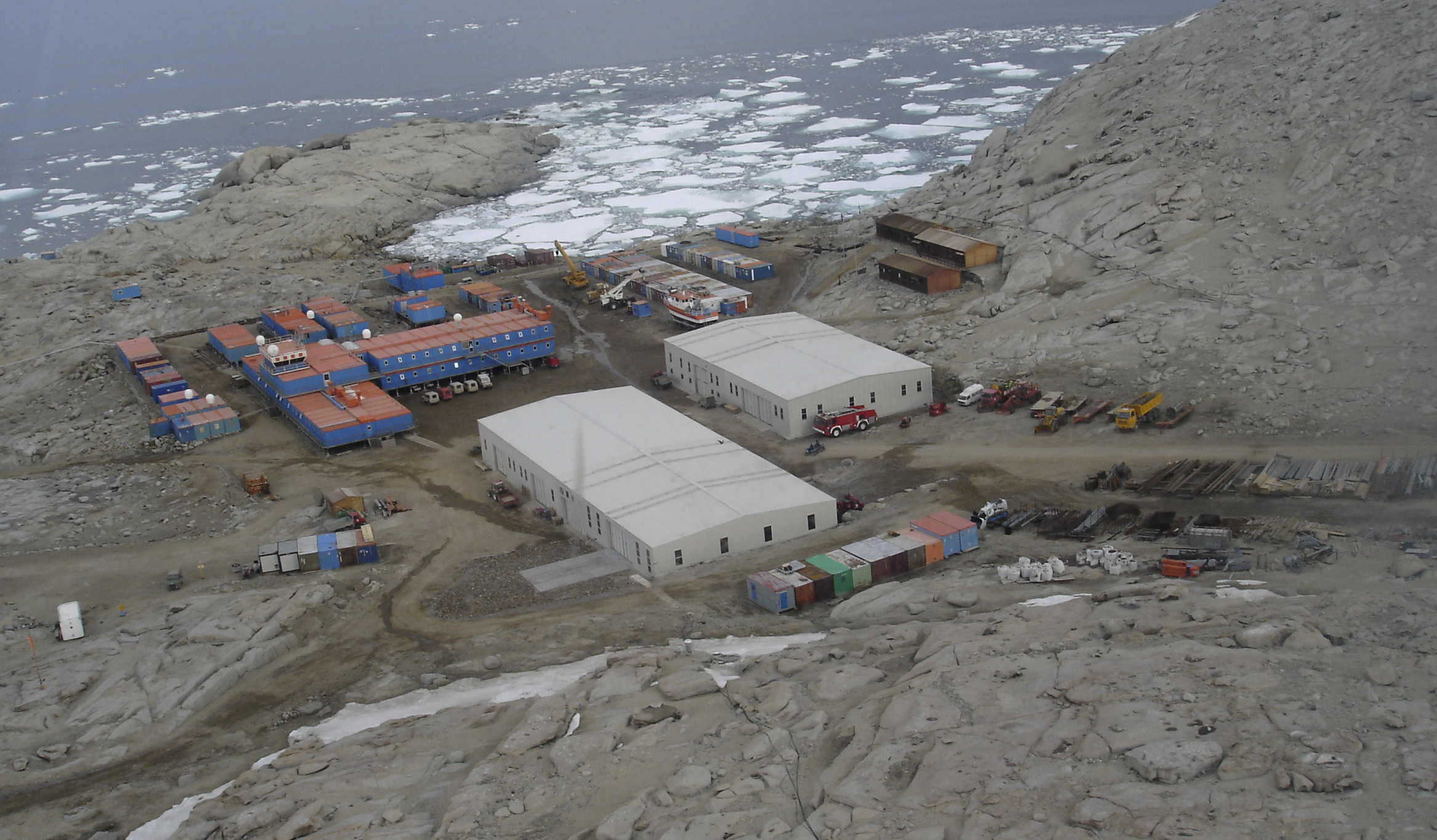
La Stazione Mario Zucchelli - Baia Terra Nova

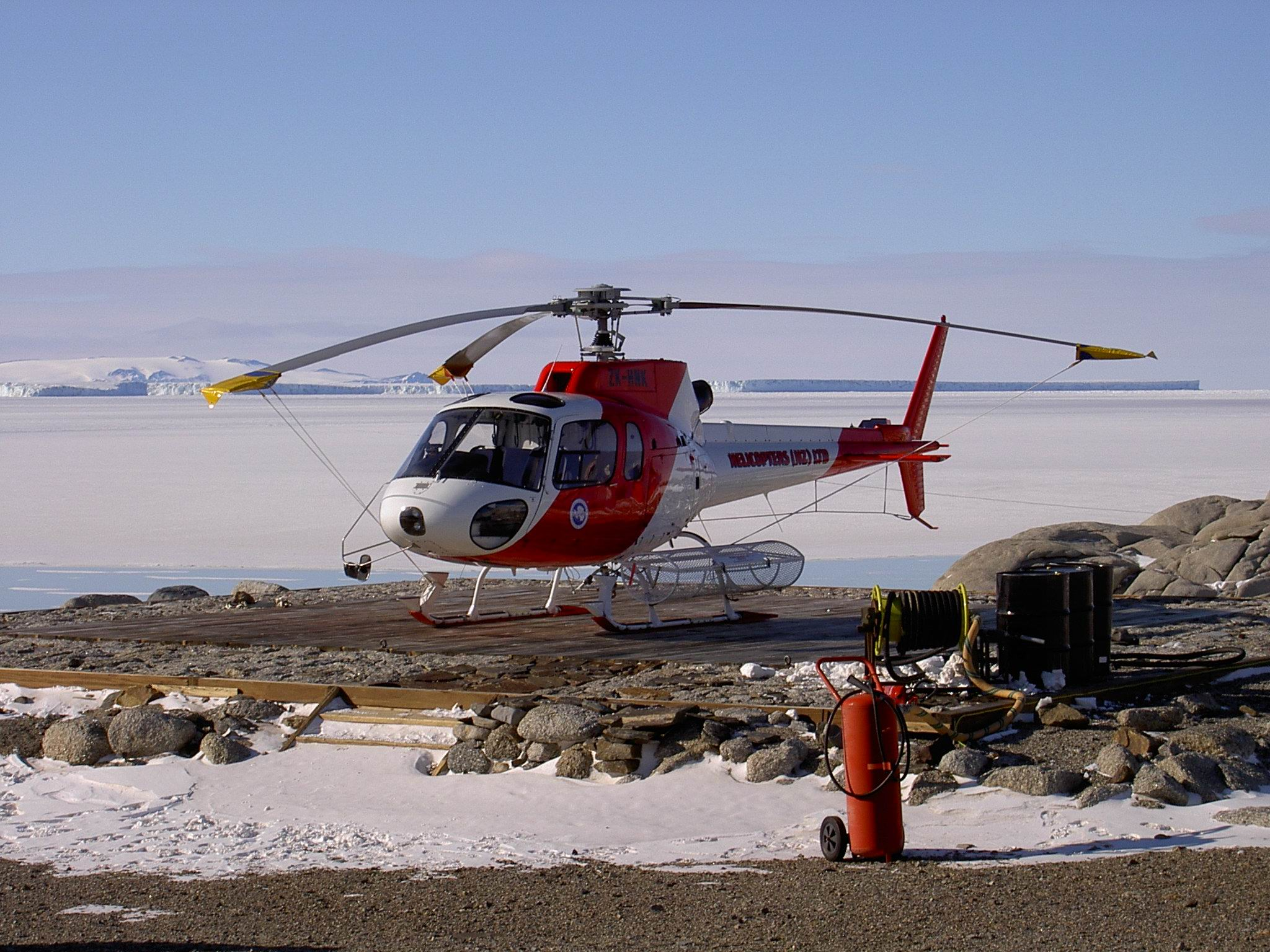
Un elicottero alla Stazione Mario Zucchelli

### Stazione Mario Zucchelli
Impianti tecnici:
- Un'unità di produzione di energia elettrica e termica, con quattro generatori diesel (costituiti da due coppie)
- Un sistema di cogenerazione per lo sfruttamento dell'energia termica prodotta dai generatori
- Un'apparecchiatura per la produzione di acqua potabile mediante la demineralizzazione dell'acqua di mare
- Un bruciatore e un pulitore di acque reflue
- Un impianto per la liquefazione di azoto e elio

Campi di ricerca: 
biologia marina, biologia terrestre, oceanografia, osservazioni geomagnetiche, geodesia, geologia, glaciologia, osservazioni meteorologiche, osservazione della ionosfera/aurore, osservazione dei raggi cosmici, sismologia e monitoraggio della zona.

### Stazione Concordia
Questa stazione è stata realizzata con la Francia, ed è gestita dal PNRA e dall'IPEV - Institut Polaire Français.
Campi di ricerca:
biologia umana, osservazioni geomagnetiche, geodesia, glacialogia, osservazioni meteorologiche, astronomia, sismologia e monitoraggio della zona.

### Altre installazioni
- Enigma Lake - pista di atterraggio situata a circa quattro km dalla Stazione Zucchelli[5]
- Mid Point - stazione meteorologica completamente automatizzata,  utilizzata anche come deposito di carburante e cibo per poter rifornire i trasporti aerei tra le stazioni Mario Zucchelli e Concordia.[6]

## Trasporti

### Navi

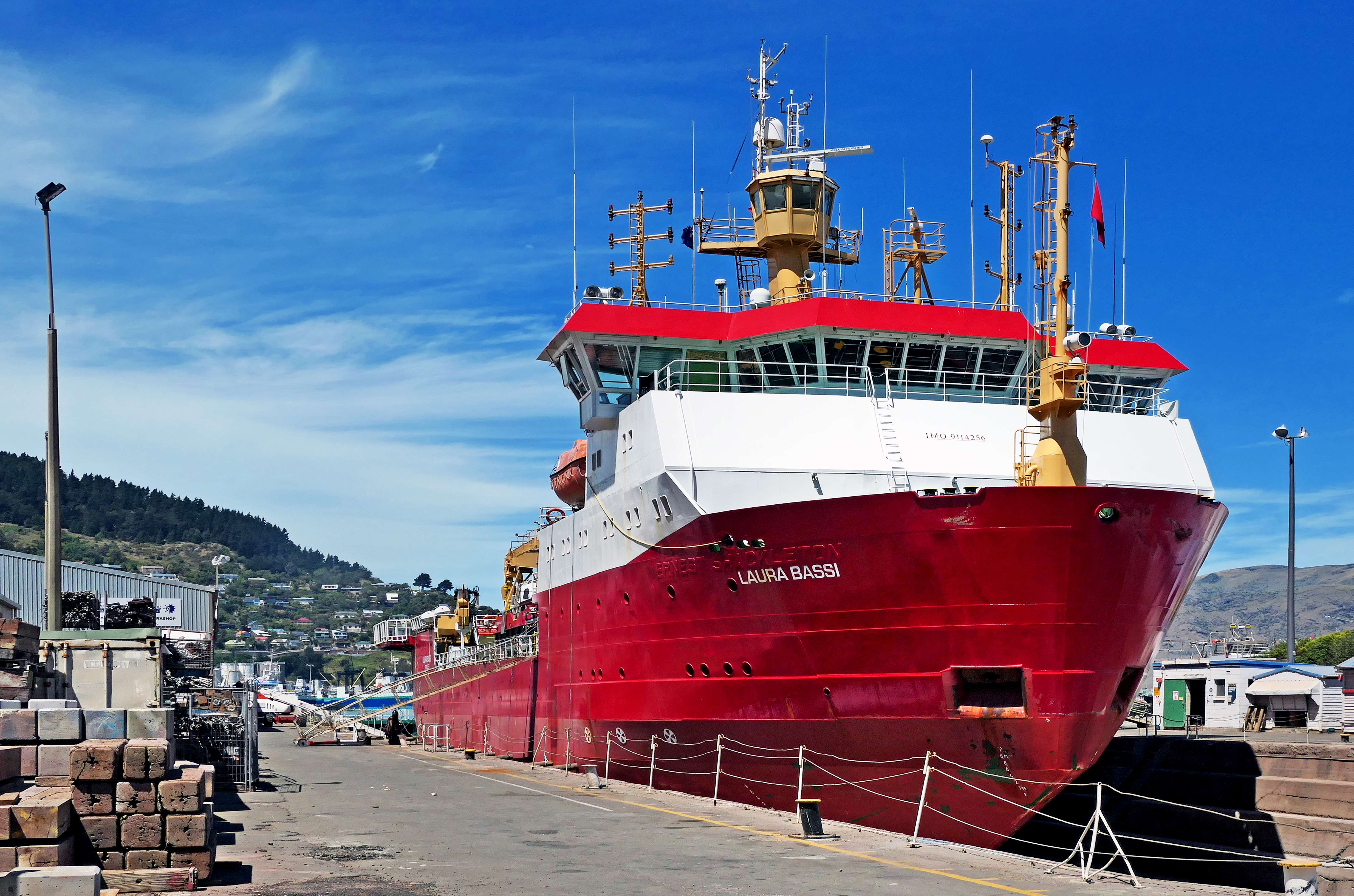
Nave Laura Bassi

- Nave Laura Bassi - nave oceanografica rompighiaccio utilizzata per l'attività scientifica e il supporto logistico alle esplorazioni antartiche italiane. È attualmente l'unica nave italiana in grado di operare in mari polari.[7]
 In passato la ricerca antartica italiana si è avvalsa anche di altre navi:
- OGS Explora - nave oceanografica dell'Istituto nazionale di oceanografia e di geofisica sperimentale, operativa dal 1988 al 2021[8]
- Italica - nave cargo-oceanografica del Consiglio Nazionale delle Ricerche, operativa dal 1990 al 2017

### Aeronavi
- Sin dalla I Spedizione il PNRA si è avvalso del supporto degli elicotteri AS 350 Squirrel (6 passeggeri e 1000 kg di carico), che rappresentano ancor oggi i mezzi aerei maggiormente utilizzati per collegare la stazione Zucchelli alla stazione americana McMurdo ed ai campi remoti che, durante ogni spedizione, vengono allestiti per eseguire i programmi di ricerca.[9]
- Nel 1990, nel corso della VI spedizione viene testato con successo l'atterraggio di un aereo da trasporto Hercules C-130 dell'Aeronautica Militare Italiana su una pista realizzata sul ghiaccio marino. Da allora il mezzo aereo diviene fondamentale per il trasporto di persone e materiali delle spedizioni antartiche italiane. Ogni anno inoltre, per un periodo di circa 30 gg, il PNRA noleggia un Hercules L-100 della compagnia sudafricana SAFAIR per effettuare i voli di collegamento tra la Nuova Zelanda e l'Antartide.[9]

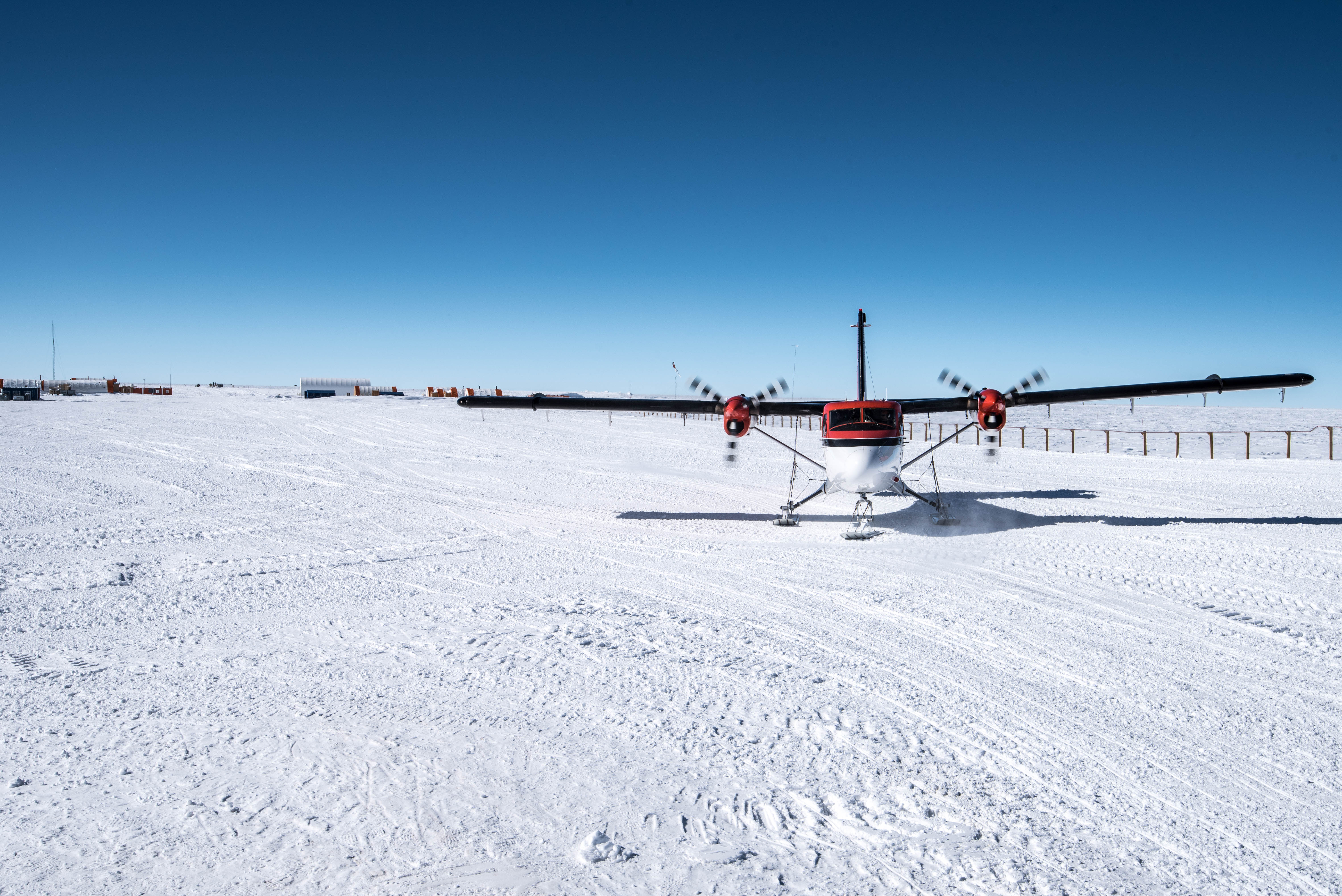
Un Twin Otter alla stazione Concordia

- Dal 2006 sono entrati in servizio i Twin Otter, aerei bimotori di ridotte dimensioni (apertura alare 20 m, peso 3 t, 20 passeggeri), dotati di sci per l'atterraggio e il decollo su superfici innevate o ghiacciate,in grado di effettuare collegamenti rapidi e sicuri tra il cuore del continente e la costa. Il loro utilizzo ha notevolmente ampliato il raggio di azione delle attività PNRA attorno alla stazione Zucchelli.[9]
- Dal 2018 il PNRA affianca al piccolo Twin Otter il Basler BT-67, un aereo con apertura alare di quasi 30 m e peso di oltre 7 t, in grado di trasportare 40 passeggeri su distanze di quasi 4000 km.[9]

## Spedizioni
Il PNRA ha portato a termine, tra il 1985 e il 2024, 39 spedizioni, con cadenza annuale, sviluppando attività scientifiche e tecnologiche di rilievo nazionale e internazionale.
- I spedizione - 1985/86. Il 23 dicembre 1985 la nave Polar Queen, con un equipaggio di 42 persone tra ricercatori, marinai e piloti, raggiunge il sito prescelto per la prima base italiana in Antartide, la Baia Terra Nova, propaggine estrema della Terra Vittoria.
- II spedizione - 1986/87. Il 22 ottobre 1986 parte da Genova la nave Finnpolaris, battente bandiera finlandese. A bordo 70 persone tra ricercatori, logistici e montatori. Il 17 dicembre 1986, all'arrivo a Baia Terra Nova, vengono scaricati sulla banchisa 37 moduli-container che costituiranno i primi alloggi e laboratori.
- III spedizione - 1987/88. Per la terza spedizione, cui partecipano 140 persone tra cui il nuovo capo progetto dell'ENEA, l'ing. Mario Zucchelli, vengono mobilitate tre navi: la Polar Queen, la Finnpolaris e l'Explora dell'Osservatorio Geofisico di Trieste. I programmi di ricerca riguardano l'oceanografia, la glaciologia e la climatologia.
- IV spedizione - 1988/89. La spedizione si avvale della nave d'appoggio Barken, battente bandiera olandese, che ospita 4 elicotteri e 125 partecipanti. Nel corso della spedizione vengono ccompletate le infrastrutture e la struttura della base di Baia Terra Nova (BTN).
- V spedizione - 1989/90. Viene utilizzato per la prima volta un aereo C-130 Hercules dell'Aeronautica Militare. Nel corso della spedizione viene installato un osservatorio astronomico (OASI) e vengono condotti studi di oceanografia e geofisica nel mare di Weddell e nel mare di Ross.
- VI spedizione - 1990/91. Viene attivata l'unità di produzione di energia elettrica gestita da computer (PAT). Vengono condotti studi di geologia marina, raccolta di meteoriti e di misura dell'accelerazione di gravità locale.
- VII spedizione - 1991/92 e VIII spedizione - 1992/93. Nel 1992 una missione glaciologica italo-francese si spinge con veicoli cingolati per 350 km sull'altopiano glaciale verso Dome C, una cima di 3233 m s.l.m. situata nell'Altopiano Antartico. Vengono poste le basi del progetto European Project for Ice Coring in Antarctica (EPICA) per la raccolta di campioni di ghiaccio antichissimo.
- IX spedizione - 1993/94 La nona spedizione si avvale del supporto di 3 navi, 4 elicotteri e un aereo da trasporto e coinvolge 225 partecipanti, tra ricercatori e membri degli equipaggi. Oltre a lavori di ampliamento della base BTN, vengono effettuate due «traverse» con mezzi cingolati, una delle quali, partendo dalla base francese Dumont d'Urville, raggiunge il sito di Dome C dopo un percorso di quasi 1200 km. Italia (PNRA) e Francia (IPEV) siglano un accordo per la realizzazione di una stazione cogestita a Dome C.
- X spedizione - 1994/95. La decima spedizione coinvolge ben 340 persone. Ha una connotazione prevalentemente oceanografica, con campagne nel Mare di Ross dedicate all'ecologia e al clima. La nave OGS-Explora conduce campagne di geofisica nella Penisola Antartica. In collaborazione con biologi australiani viene avviata una ricerca a lungo termine sulla colonia di pinguini di Punta Edmonson. La spedizione partecipa inoltre a una ricerca internazionale sul paleoclima, con operazioni di carotaggio del fondale marino a Capo Roberts (Cape Roberts Project).
- XI spedizione - 1995/96. Nel corso dell'undicesima spedizione vengono condotte ricerche nell'ambito della biologia terrestre (programma internazionale BIOTEX), della glaciologia e della climatologia e per la raccolta di meteoriti (programma EUROMET). Viene impiegato per la prima volta l'aereo leggero bimotore Twin Otter, dotato di sci per l'atterraggio e il decollo su superfici innevate o ghiacciate, che faciliterà i collegamenti tra Dome C e BTN.
- XII spedizione - 1996/97. Nella dodicesima spedizione sono stati esplorati circa 600 km di calotta polare raggiungendo il sito di Talos Dome, dove è stata effettuata una prima perforazione di 90 m in neve e ghiaccio. Questa spedizione ha privilegiato le attività relative alle scienze della Terra. Sono proseguiti i lavori a Dome C per la costruzione della Stazione Concordia e per il carotaggio del ghiaccio con il programma EPICA.
- XIII spedizione - 1997/98
- XVI spedizione - 1998/99
- XV spedizione - 1999/2000
- XVI spedizione - 2000/01
- XVII spedizione - 2001/02 e XVIII spedizione - 2002/03. Vengono completate la struttura portante e la copertura delle due “torri” che ospiteranno la Stazione Concordia a Dome C. La trivellazione nel ghiaccio del progetto EPICA raggiunge la profondità di 3201 m.
- XIX spedizione - 2003/04. La diciannovesima spedizione, la prima dopo la scomparsa di Mario Zucchelli, cinvolge 308 partecipanti. Si avvale del supporto logistico della nave Italica e della nave OGS Explora e comporta l'allestimento di 9 campi remoti.
- XX spedizione - 2004/05. Viene completato l'allestimento della stazione Concordia e nell'inverno australe 2005 inizia l'apertura permanente della base anche durante l'inverno antartico. Il progetto di perforazione dell' European Project for Ice Coring in Antarctica (EPICA) raggiunge la profondità finale di 3270 m, con un'età del ghiaccio risalente a quasi un milione di anni. La stazione Baia Terra Nova (BTN) viene intitolata a Mario Zucchelli (MZS).
- XXI spedizione - 2005
- XXII spedizione - 2006
- XXIII spedizione - 2007
- XXVI spedizione - 2008
- XXV spedizione - 2009
- XXVI spedizione - 2010
- XXVII spedizione - 2011
- XXVIII spedizione - 2012
- XXIX spedizione - 2014
- XXX spedizione - 2015
- XXXI spedizione - 2015/16
- XXXII spedizione - 2016/17
- XXXIII spedizione - 2017/18
- XXXIV spedizione - 2018/19
- XXXV spedizione - 2019/20
- XXXVI spedizione - 2020/21
- XXXVII spedizione - 2021/22
- XXXVIII spedizione - 2022/23
- XXXIX spedizione - 2023/24
- XL spedizione - 2024/25